# Achille Millien

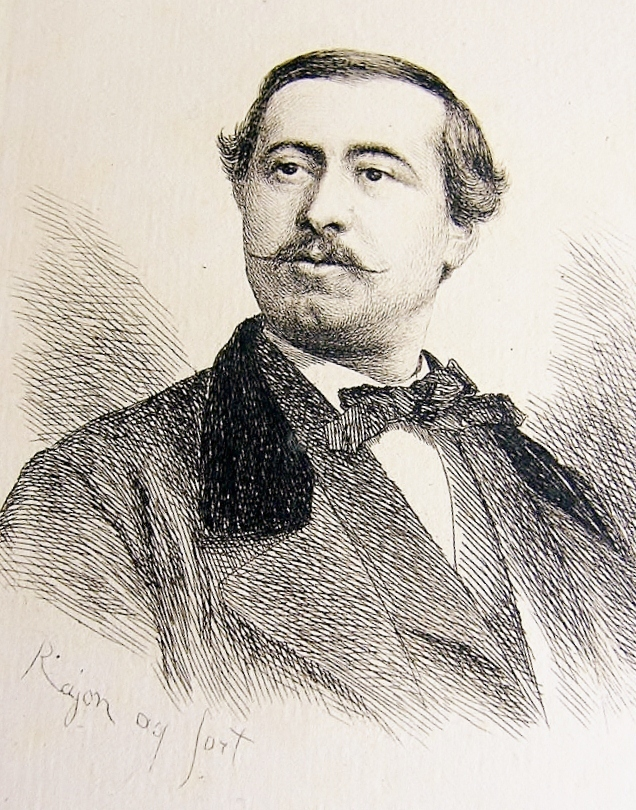
Achille Millien

Achille Millien (* 4. September 1838 in Beaumont-la-Ferrière, Département Nièvre; † 12. Januar 1927 ebenda) war ein französischer Schriftsteller.
Millien initiierte als einer der ersten eine Sammlung von Liedern und Erzählungen seiner Heimat. 1896 gründete er die monatlich erscheinende Zeitschrift „Revue du Nivernais“. 1910 wurde sie von ihm eingestellt.
Einigen Vertretern der Parnassiens stand Millien etwas näher und heute rechnet man ihn auch zum weiteren Umfeld dieser literarischen Vereinigung.

## Werke (Auswahl)
- Aux champs au foyer
- Chants agrestes
- Chez nous
- L'heure du couvre-feu
- La moisson
- Musettes et clairons